# ميشيل إتوري
ميشيل إتوري (بالفرنسية: Michel Ettorre)‏ (14 أكتوبر 1957 في فرنسا - ) هو لاعب كرة قدم فرنسي في مركز حراسة المرمى. لعب مع نادي تولون ونادي كويمبيريوس ونادي لوهافر ونادي ميتز ونادي لوهافر الرياضي ‏.

## وصلات خارجية
- ميشيل إتوري على موقع قاعدة بيانات كرة القدم.إي يو (الإنجليزية)
- ميشيل إتوري على موقع عالم كرة القدم.نت (الإنجليزية)